# Slavonski dom
Slavonski dom, "regionalne dnevne novine", izlazile su Osijeku svaki dan osim nedjelje. Uz zajednički dio, koji piše o aktualnim događajima, novine sadrže i posebne dodatke za Osijek, Baranju, Đakovo i Valpovo-Belišće (koji nose takve nazive). Dodatak "Osijek" nastavak je Osječkog doma (izlazio od rujna 2000. do 21-22. studenoga 2006), dodatak "Baranja" nastavak je Baranjskog doma (izlazio od ožujka 2006. do 23. studenoga 2006), a "Valpovo-Belišće" nastavak je  Doma Valpovo-Belišće (izlazio od studenoga 2005. do 21-22. studenoga 2006).
Nulti broj "Slavonskog doma" (s dodatkom "Osijek") izdan je 20. studenog 2006., a prvi broj (sa svim dodacima) objavljen je 23. studenog 2006. godine.
Zadnji broj izašao je uoči Božića 2009. godine.

## Vanjske poveznice
- Slavonski Dom  Arhivirana inačica izvorne stranice od 2. srpnja 2007. (Wayback Machine)